# سد اپونگلونگ
سد اپونگلونگ (به لاتین: Upper Paunglaung Dam) یک سد وزنی در میانمار است که در Naypyidaw Union Territory/Shan State واقع شده‌است.